# Maddaloni
Maddaloni is een gemeente in de Italiaanse provincie Caserta (regio Campanië) en telt 38.150 inwoners (31-12-2004). De oppervlakte bedraagt 36,5 km², de bevolkingsdichtheid is 1033 inwoners per km².

## Demografie
Maddaloni telt ongeveer 11214 huishoudens. Het aantal inwoners steeg in de periode 1991-2001 met 1,1% volgens cijfers uit de tienjaarlijkse volkstellingen van ISTAT.
| Jaar | Inwoneraantal |
| ---- | ------------- |
| 1991 | 37.133        |
| 2001 | 37.546        |

## Geografie
De gemeente ligt op ongeveer 73 meter boven zeeniveau.
Maddaloni grenst aan de volgende gemeenten: Acerra (NA), Caserta, Cervino, Marcianise, San Felice a Cancello, San Marco Evangelista, Santa Maria a Vico, Valle di Maddaloni.